# Mallorské království
Mallorské království (katalánsky Regne de Mallorca, španělsky Reino de Mallorca, latinsky Regnum Maioricae, francouzsky Royaume de Majorque) byl středověký státní útvar v oblasti západního Středomoří, rozkládající se na Baleárských ostrovech a v částech Pyrenejského poloostrova. O status hlavního města se dělily Palma de Mallorca a Perpignan.

## Historie

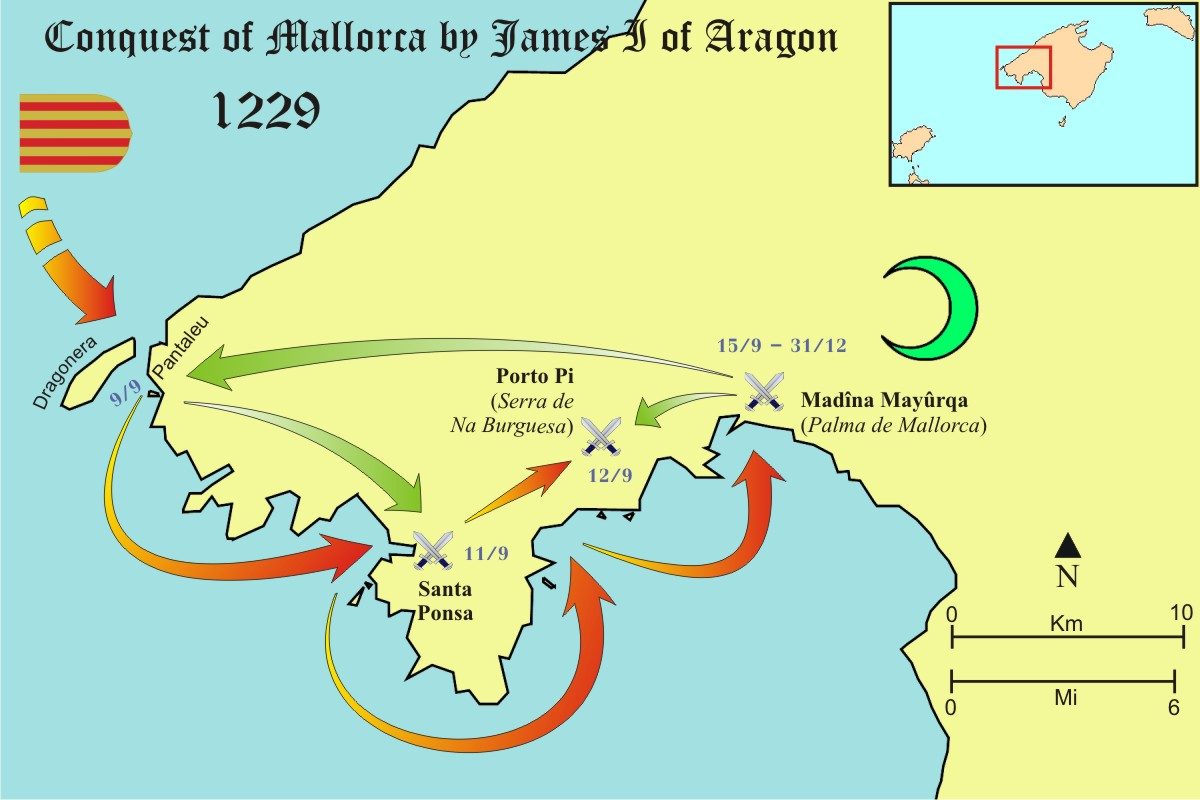
Dobytí Mallorky Jakubem Aragonským

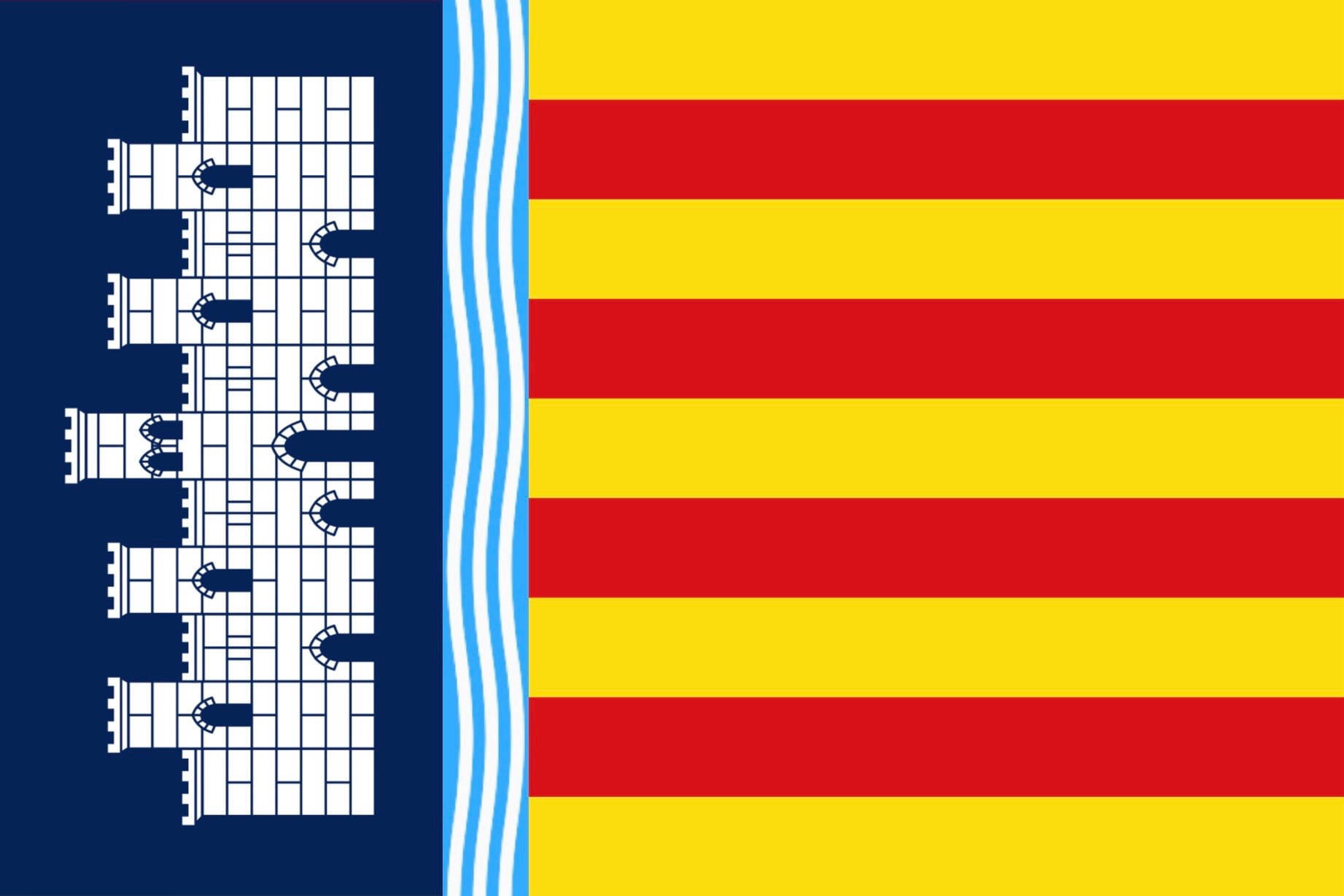
Vlajka Mallorky z roku 1269

Království bylo vytvořeno krátce po dobytí ostrova Mallorca na Almohadech aragonským králem Jakubem I., aby po jeho smrti přešlo na mladšího syna Jakuba. Ten se také po smrti svého otce ujal vlády jako Jakub II. Mallorský, zatím co koruna Aragonu přešla na nejstaršího syna Petra III. Pokojné soužití obou bratří ale nemělo trvat dlouho, Petr již činil vše pro to, aby nově vzniklé království udržel pod nadvládou Aragonské koruny a zůstalo mu podřízené jako jeho vazal. Předmětem sporu se stalo Roussilonské hrabství, které náleželo k Jakubovu království, jejich soupeření přerostlo v občanskou válku. Jakub II. se proto spojil s Francouzi, vzájemný konflikt vyvrcholil roku 1284 v podobě křížové výpravy proti Aragonu vedené Francií, která ale dopadla pro Francouze a Jakuba nezdarem. Petrův syn a nástupce Alfonso III. v následujících letech anektoval Mallorku, Ibizu a Menorcu. V roce 1295 vrátila smlouva z Agnani ostrovy zpět pod vládu Jakuba II. a smlouva Tarasconská z roku 1291 oficiálně navrátila Aragon do rukou Alfonse III. a zrušila církevní klatbu.
Teprve až aragonský král Petr IV. provedl roku 1343 další úspěšný vpád na Baleárské ostrovy, podobně jako jeho předchůdci se i jemu podařilo anektovat Mallorku a přilehlé ostrovy. Poslední vládce samostatného království Jakub III. Mallorský byl tak nucen se přesunout do svých zbylých držav na pevnině. Dne 26. srpen 1346 se ještě menší mallorský kontigent zapojil v bitvě u Kresčaku po boku francouzského krále Filipa IV. a českého krále Jana Lucemburského proti Angličanům a jejich spojencům. Poslední samostatný mallorský panovník Jakub III. padl v bitvě u Ljucmajoru s aragonskými 25. října 1349. Titul mallorského krále si následně předávali aragonští a později i španělští monarchové, a to až do roku 1715, kdy vešly v platnost dekrety Nueva Planta, v nichž španělský král Filip V. z rodu Bourbounů všechny nadbytečné španělské královské tituly eliminoval.